# Argusöga (svamp)
Argusöga (Cyphellopsis anomala) är en svampart som tillhör divisionen basidiesvampar, och som först beskrevs av Christiaan Hendrik Persoon, och fick sitt nu gällande namn av Marinus Anton Donk 1931. I den svenska databasen Dyntaxa används istället namnet Merismodes anomala. Enligt Catalogue of Life ingår Argusöga i släktet Cyphellopsis, och familjen Niaceae, men enligt Dyntaxa är tillhörigheten istället släktet Merismodes, och familjen Cyphellopsidaceae. Arten är reproducerande i Sverige. Inga underarter finns listade i Catalogue of Life.